# Газопровод Центральная Азия — Центр
Газопроводная система «Средняя Азия — Центр» — контролируемая «Газпромом» система газопроводов, проходящих из Туркменистана через Узбекистан и Казахстан в Россию. Восточная ветвь включает в себя трубопроводы 1, 2, 4 и 5, начинающиеся с юго-восточных газовых месторождений Туркменистана. Западная ветвь состоит из трубопровода 3 и проекта[уточнить] по строительству нового параллельного Каспийского трубопровода. Западная ветвь проходит от туркменского побережья Каспийского моря на север. В западном Казахстане есть ответвления, от которого трубопроводы идут на север, где они соединены с российской системой газопроводов.

## История
Система была построена между 1960 и 1988 годами. Строительство началось после открытия туркменского месторождения Джаркак в бассейне Амударьи, а первый участок трубопровода был завершен в 1960 году. Трубопроводы 1 и 2 были введены в эксплуатацию в 1969 году, а 4 — в 1973 году. В 1976 году между компрессорной станцией Шатлык и Хивой были проложены две параллельные линии. Трубопровод 5 был введен в эксплуатацию в 1985 году, а в 1986-88 годах была присоединена линия Довлетабад — Хива. Западное отделение (трубопровод 3) было построено в 1972—1975 годах.
В 2003 году президент Туркменистана Сапармурат Ниязов предложил обновить существующие системы и построить новый параллельный трубопровод к западному ответвлению. 12 мая 2007 года Владимир Путин из России, Нурсултан Назарбаев из Казахстана и Гурбангулы Бердымухамедов из Туркменистана подписали меморандум о реконструкции и расширении западной ветви газопровода . 20 декабря 2007 года Россия, Туркменистан и Казахстан завершили соглашение о строительстве Каспийского прибрежного трубопровода параллельно существующему трубопроводу 3 (известному как трубопровод Бекдаш — Европа или трубопровод Окарем — Бейнеу).
С 7 октября 2023 года существующая инфраструктура «Средняя Азия — Центр» начала использоваться в реверсном режиме (перекачка в обратном направлении) для экспортных поставок газа из России в Узбекистан через территорию Казахстана.

## Технические особенности
Почти весь узбекский и туркменский природный газ поставляется по трубопроводной системе Средняя Азия — Центр, в основном через восточную ветвь из-за расположения производственных площадок и плохого технического состояния западной ветки. Трубопроводы 1, 2, 4 и 5 поставляются с газовых месторождений на юго-востоке Туркменистана, в основном с Довлетабадского газового месторождения. Восточная ветвь начинается от Довлетабадского месторождения и продолжается через Шатлыкское газовое месторождение к востоку от Теджена до Хивы. Далее трубопроводная система транспортирует газ на северо-запад по Амударье до Кунградской компрессорной станции в Узбекистане. Из Кунграда большая часть газа транспортируется через Казахстан на газоанализаторную станцию «Александров Гай» в России. Далее газопровод связывается с трубопроводами Союз и Оренбург — Новопсков. Оттуда две линии проходят к северо-западу от Москвы, а две другие пролегают через реку Волга до системы Северный Кавказ — Москва.
Западная ветвь берет свое начало в Окареме, недалеко от границы между Туркменистаном и Ираном, и проходит на север. Она проходит от месторождений, разбросанных вдоль побережья Каспийского моря между Окаремом и Балканабатом через Жанаозен в Казахстане до компрессорной станции Бейнеу, где встречается с восточной ветвью. К югу от Хазар западная система имеет диаметр трубопровода 710 мм, а между Хазаром и Бейно — 1220 мм.

## Каспийский прибрежный трубопровод
20 декабря 2007 года Россия, Туркменистан и Казахстан договорились о строительстве нового Каспийского трубопровода параллельно существующему трубопроводу 3. Трубопровод планируется построить между компрессорной станцией «Белек» в Туркменистане и компрессорной станцией «Александров Гай». Пропускная способность нового трубопровода должна была составить 20-30 миллиардов кубических метров в год, газ предполагалось поставлять из запланированного трубопровода «Восток — Запад». Строительство газопровода должно было начаться во второй половине 2009 года, однако проект был законсервирован.